# Біскупін (Ліпновський повіт)
Біскупін (пол. Biskupin, нім. Bischofshof) — село в Польщі, у гміні Ліпно Ліпновського повіту Куявсько-Поморського воєводства.
Населення — 288 осіб (2011).
У 1975-1998 роках село належало до Влоцлавського воєводства.

## Демографія
Демографічна структура станом на 31 березня 2011 року:
|          | Загалом | Допрацездатний вік | Працездатний вік | Постпрацездатний вік |
| -------- | ------- | ------------------ | ---------------- | -------------------- |
| Чоловіки | 151     | 45                 | 93               | 13                   |
| Жінки    | 137     | 38                 | 83               | 16                   |
| Разом    | 288     | 83                 | 176              | 29                   |